# Khan Pur Dhani
Khan Pur Dhani es una ciudad censal situada en el distrito de Delhi noreste,  en el territorio de la capital nacional,  Delhi (India). Su población es de 6994 habitantes (2011). 

## Demografía
Según el censo de 2011 la población de Khan Pur Dhani era de 6994 habitantes, de los cuales 4669 eran hombres y 3325 eran mujeres. Khan Pur Dhani tiene una tasa media de alfabetización del 96,76%, superior a la media estatal del 86,21%: la alfabetización masculina es del 98,74%, y la alfabetización femenina del 94,61%.